# Карпенко-Карый, Иван Карпович
Ива́н Ка́рпович Карпе́нко-Ка́рый (наст. фамилия Тобиле́вич; укр. Іван Карпович Карпенко-Карий; 17 [29] сентября 1845, Арсеневка, Херсонская губерния — 2 [15] сентября 1907, Берлин, Германская империя) — украинский драматический писатель реалистического направления, брат Н. К. Садовского, П. К. Саксаганского и М. К. Садовской-Барилотти.

## Биография
Родился 29 сентября 1845 года в селе Арсеневка вблизи Елисаветграда в семье управляющего имением Карпа Тобилевича.
Закончил уездное училище, в 14 лет поступил на службу писцом.
В течение 23 лет был чиновником и долгое время состоял секретарём городской полиции в Елисаветграде, откуда был уволен и сослан в 1883 году за снабжение паспортами революционеров.
В 1880-е годы играл в труппе М. Л. Кропивницкого, с 1883 года стал писать драмы на украинском языке. В 1886 году в Херсоне вышел сборник его драм: «Бондарівна», «Хто винен?» и «Розумний і дурень». В 1887 году была издана его драма «Наймичка» (в Херсоне), в 1892 году — «Мартин Боруля» (напечатано в «Зоре»).
Достоинства его драм — живость, цельность характеров и хороший язык.
В СССР имя было присвоено Государственному институту театрального искусства Украинской ССР.
В 1906 году заболел, оставил сцену и выехал в Берлин на лечение. После тяжёлой болезни (рак печени и селезёнки) 2(15) сентября 1907 года скончался в Берлине. Похоронен на Карлюжинском кладбище, неподалёку от заповедника-музея «Хутор Надежда».

## Семья
- Был женат на Надежде Карловне Тарковской (до её смерти в 1882 году)[2], в браке родилось семь детей: Виссарион (умер вскоре после рождения), Галя (1872—1882), Назар (1874-), Микола и Катерина (умерли младенцами), Юрко (1876—1925) и Орися (1879—1955).
- С 1883 года был женат на Софии Витальевне Дитковской, удочерил дочь С. В. Дитковской — Марию.

## Произведения
- Безталанна
- Бондарівна
- Бурлака
- Житейське море
- Мартын Боруля
- Наймичка
- Невольник
- Новобранець
- Розумний і дурень
- Сава Чалий
- Сто тисяч
- Хазяїн